# 拉姆卡
35°51′N 1°20′E / 35.850°N 1.333°E
拉姆卡（阿拉伯语：‎），是阿爾及利亞的城鎮，位於該國西北部，由埃利贊省負責管轄，是拉姆卡區的首府，面積155平方公里，海拔高度350米，2008年人口5,138，人口密度每平方公里33人。